# 犬尿喹啉酸
犬尿喹啉酸（Kynurenic acid，简称KYKNA或KYN），IUPAC名为4-羟喹啉-2-羧酸，是L-色氨酸正常代谢的产物，由犬尿氨酸（Kynurenine）经转氨基形成。
犬尿喹啉酸于1853年由德国化学家尤斯图斯·冯·李比希在狗尿中发现，其名称中的“Kynurenic”由Kyn-（源于希腊语的词根，意为狗）+ urenic （意为尿）两个词根组成。